# Krippen (Schiff, 1912)
Der Raddampfer Krippen wurde 1912 in der Schiffswerft Laubegast gebaut. Das Schiff wurde unter dem Namen Kaiser Franz Josef mit der Baunummer 55 im Jahr 1912 auf Kiel gelegt. Im Jahr 1919 erhielt es als drittes Schiff den Namen Saxonia, 1926 den Namen Laubegast und 1938 den Namen Krippen.

## Die Zeit nach der Indienststellung bis 1945

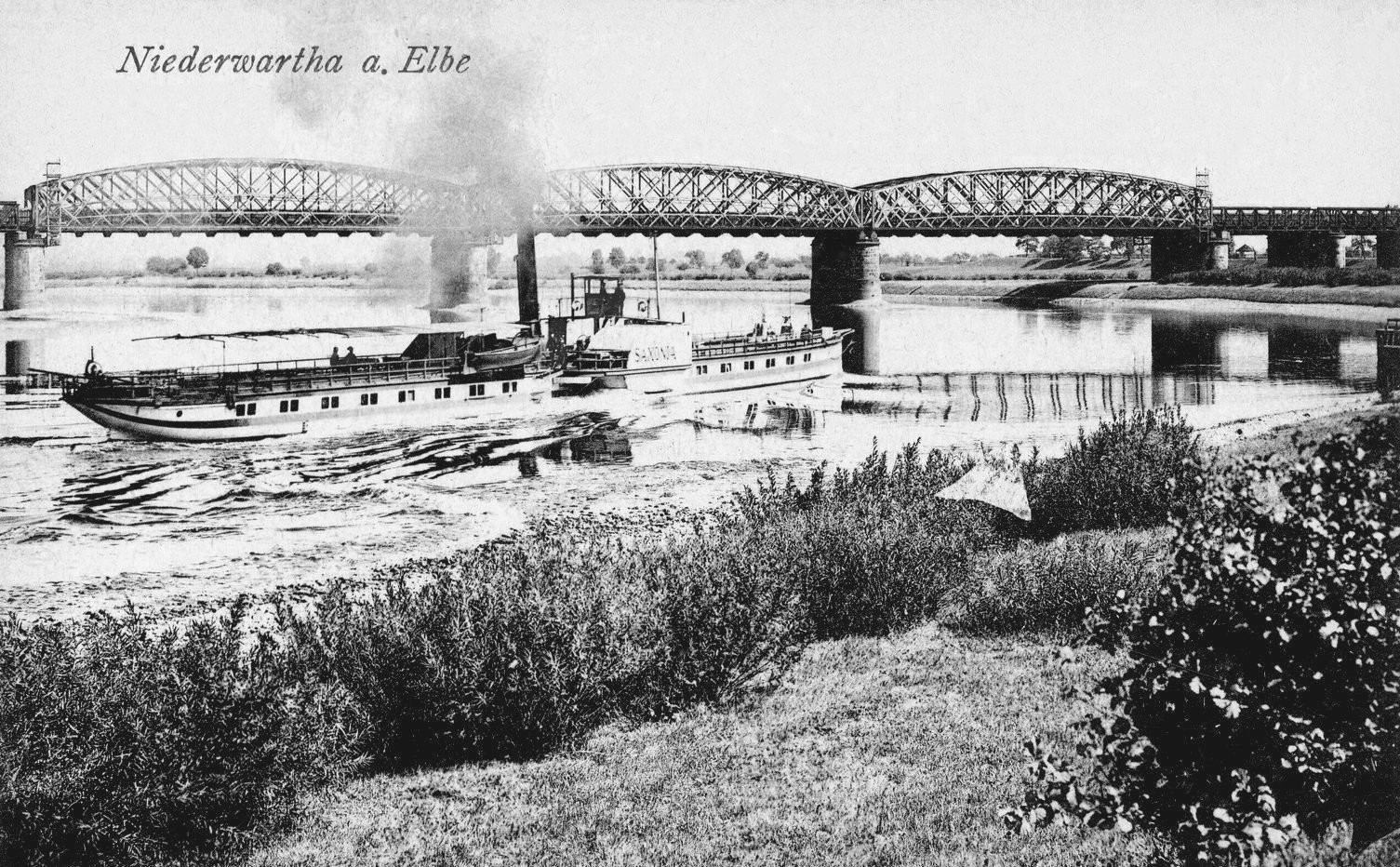
Raddampfer Saxonia in Niederwartha

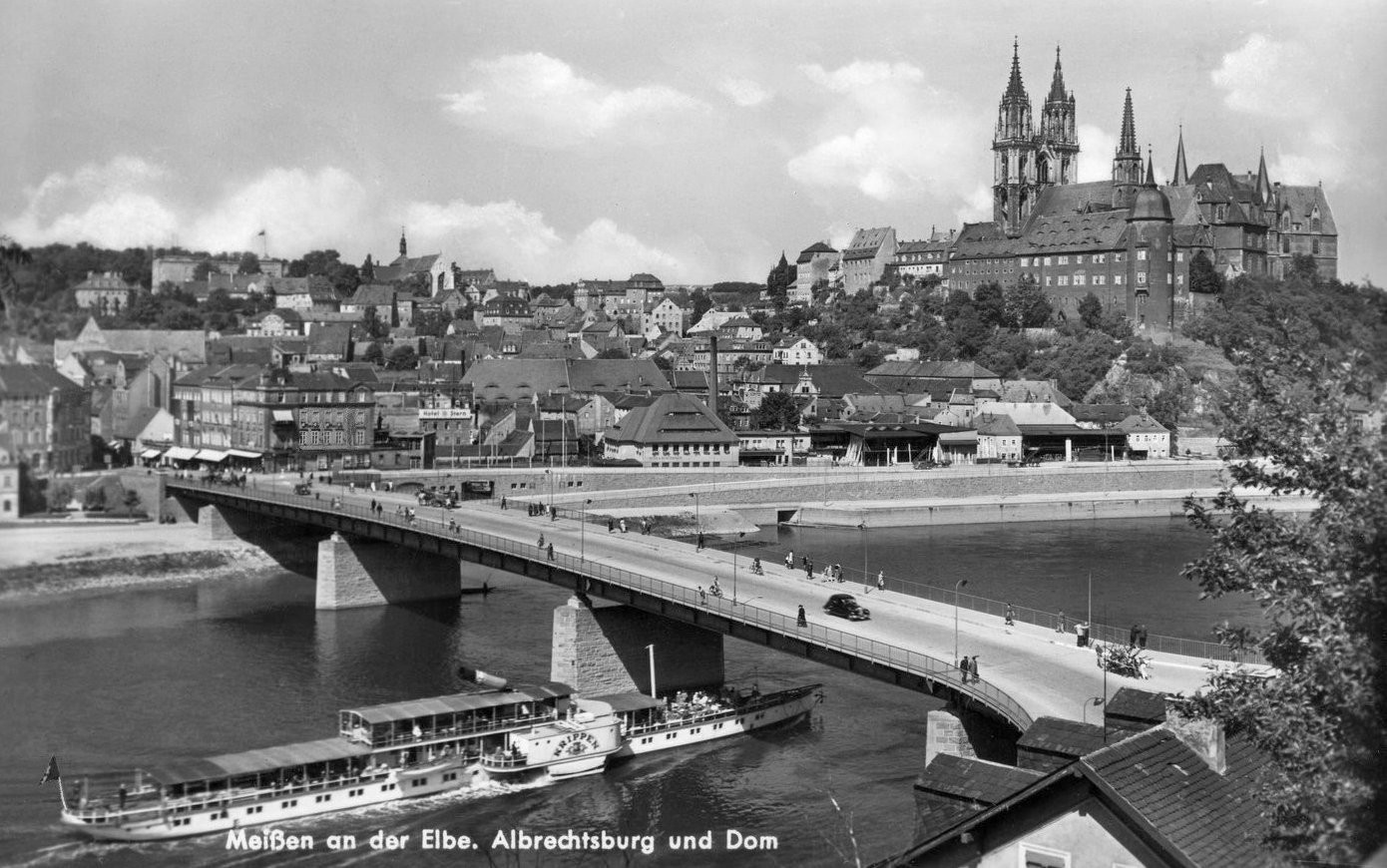
Raddampfer Krippen in Meißen (1940)

Aufgrund des im Sommer immer wieder niedrigen Wasserstandes der Elbe hatte sich die Sächsisch-Böhmische Dampfschiffahrts-Gesellschaft (SBDG) entschieden, einen Glattdeckdampfer mit geringen Tiefgang zu bauen. Namensgeber war Franz Joseph I. Kaiser von Österreich. Nach der Indienststellung 1912 fuhr es bis 1919 unter diesem Namen, anschließend als Saxonia. Nach der Einstellung des Geschäftsbetriebes der SBDG im Jahr 1923 wurde das Schiff von der 1923 neu gegründeten Sächsisch-Böhmische Dampfschiffahrt, Aktiengesellschaft (SBDA) übernommen. Der ab 1926 übliche weiße Anstrich der Schiffe brachte ihr den Namen Weiße Flotte ein. Das Schiff verfügte auch schon über eine Dampfsteuermaschine und ein Ruderhaus. Gebaut wurde die Dampfsteuermaschine von der  Dresdner Maschinenfabrik und Schiffswerft Uebigau AG mit der Fabrik-Nr. 1380. In der Größe ist das Schiff mit der Pillnitz vergleichbar. Die Passagierzahl dürfte nach heutigen Maßstäben bei ca. 400 Plätzen liegen.

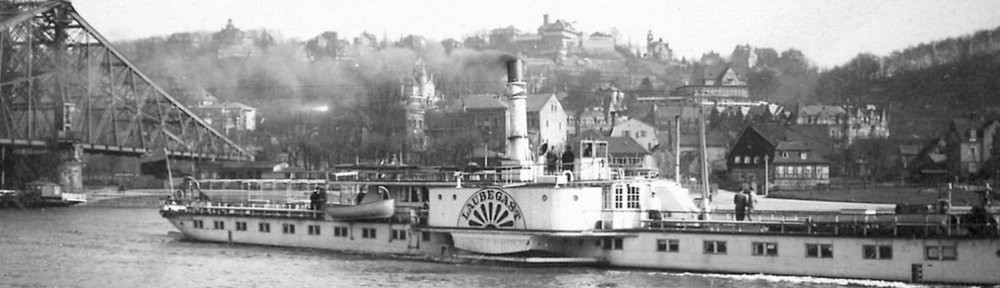
Raddampfer Laubegast am Blauen Wunder in Dresden

Im Oktober 1919 wurde sie wie alle Schiffe, die Namen eines Monarchen oder einer Monarchie trugen, umbenannt und erhielt den Namen Saxonia. Sie war das dritte Schiff mit diesem Namen. Im Mai 1926 erfolgte die Umbenennung in Laubegast.
Im Winter 1927/28 wurde das Schiff einem Umbau unterzogen. Der Rumpf wurde um 3,66 m verlängert und die Radkästen wurden ausgebaut, um Platz für den Einbau von Toiletten zu schaffen. Neben dem Aufbau eines Oberdecks wurden ein Decksalon im Hinterschiff und eine Dampfheizung eingebaut. Gleichzeitig erhielt das Schiff den weißen Anstrich.
Am 17. Juli 1929 kollidierte die Laubegast beim Anlegen in Pillnitz mit der Leitmeritz. Dabei wurde ein Radkasten beschädigt.
Im Februar 1938 wurde das Schiff in Krippen umbenannt.
Im Sommer 1943 erhielt die Krippen wie alle Dampfer einen Tarnanstrich. Vom 29. Juli bis 4. August 1943 war das Schiff zu Evakuierungsmaßnahmen nach den Bombenangriffen in Hamburg eingesetzt. Über ihren weiteren Einsatz im Zweiten Weltkrieg ist nichts bekannt.

## Die Zeit nach 1945
Im Jahr 1946 wurde sie in den Bestand der neu gegründeten Sowjetischen Staatlichen Oderschiffahrts-AG (SOAG) eingegliedert und am 3. Juli 1946 als Reparationsleistung beschlagnahmt und in die Sowjetunion überführt. In der Schiffswerft in Roßlau oder der Schiffswerft  in Aken wurden die Decksaufbauten und Radkästen entfernt, um auf dem Weg nach Stettin die niedrigen Brücken und engen Schleusen passieren zu können. Nach dem Weg über die Ostsee wurde das Schiff im Raum Leningrad als Transportschiff eingesetzt. Nach der Umsetzung auf die Wolga wurde das Schiff 1947 unter dem neuen Namen Пригородный in den Bestand der (Средне-Волжское Речное Пароходство  [СВРП]) Mittlere Wolga Flussschifffahrtsgesellschaft übernommen. Diese bediente den 750 km langen Flussabschnitt von Kamskoje Ustje im Norden bis Kamyschin im Süden. Die Gesellschaft ging in der 1948 gegründeten (Волжское Грузовое Речное Пароходство [ВГРП]) Wolga-Fracht-Flusschifffahrtsgesellschaft auf. Im Jahr 1955 wurde sie in (Волжское Речное Объединённое Пароходство [ВОРП]) Wolga Vereinigte Flussschiffahrtsgesellschaft umbenannt. Über den Verbleib des Schiffes nach 1955 ist nichts bekannt.

## Die Dampfmaschine
Die Dampfmaschine war eine schräg liegenden Hochdruck-Zweizylinder-Verbund-Dampfmaschine mit Einspritzkondensation. Gebaut wurde sie, wie auch der Zwei-Flammrohr-Zylinderkessel, von der Dresdner Maschinenfabrik und Schiffswerft Uebigau AG mit der Fabrik-Nr. 1371. Die Leistung betrug 180 PS. Der Dampfkessel hatte 11 bar Dampfdruck. Die Dampfmaschine wirkte auf zwei seitliche Schaufelräder. Bei der Dampfmaschine handelte es sich um eine schnelllaufende Maschine mit einer Drehzahl von 60/min statt der bisher üblichen 40/min. Deshalb waren die Schaufelräder kleiner als bisher. Die Maschine bewährte sich allerdings nicht.

## Kapitäne des Schiffes
- Ernst Adolf Kleinert 1913–1914
- Friedrich Paul Kunze 1915–1918
- Friedrich Wilhelm Erdmann 1919
- Friedrich Paul Kunze 1920